# Wamba (Samburu)
Wamba es un pequeño pueblo del condado de Samburu (Kenia). Está situado al suroeste de la cordillera Mathews y al noroeste de la Reserva Nacional Samburu. La carretera Isiolo - Moyale en dirección norte (carretera A2) está a unos 40 kilómetros al este de Wamba.
El pueblo de Wamba es la sede de la división administrativa de Wamba, que se divide en cinco localidades, siendo una de ellas Wamba. El lugar tiene una población de 4.051 habitantes (censo de 1999).